# Гранд-Лейк (озеро, Колорадо)
Гранд-Лейк (англ. Grand Lake) — ледниковое озеро в округе Гранд, штат Колорадо, США. Самое большое по площади и самое глубокое озеро штата.
Озеро имеет условно овальную форму, максимальная длина — 2,3 км, ширина — 1,1 км, площадь — 2,1 км², длина береговой линии — 6,4 км, объём — 0,084643 км³, максимальная глубина — 81 метр. Высота над уровнем моря — 2555 м. На западном и северо-западном берегу озера расположен одноимённый городок. Гранд-Лейк с трёх сторон окружено национальным парком Роки-Маунтин, с четвёртой — национальным лесом Арапахо. Возраст озера оценивается не более, чем в 12 тыс. лет. Озеро питают многочисленные, но маленькие ручьи, стекающие с Американского континентального водораздела. Через узкий рукотворный пролив Гранд-Лейк связано с водохранилищем Шадоу-Маунтин, а то, в свою очередь, с озером Грэнби — всё это является частью крупного гидрологического проекта Колорадо — Биг-Томпсон.
На озере развит яхтенный спорт, рыболовство (микижа, кумжа, нерка).
Озеро считается священным у индейцев народности юты, которые верят, что в его водах обитают души их умерших, а потому называют Озером Духов.